# Ich oczy oglądały Boga (film)
Ich oczy oglądały Boga (ang. Their Eyes Were Watching God, 2005) – amerykański film, dramat obyczajowy z 2005 roku w reżyserii Darnella Martina. Film jest ekranizacją powieści Zory Neale Hurston o tym samym tytule.

## Obsada
- Halle Berry – Janie Crawford
- Michael Ealy – Tea Cake
- Ruben Santiago-Hudson – Joe Starks
- Nicki Micheaux – Phoebe Watson
- Lorraine Toussaint – Pearl Stone
- Ruby Dee – Nanny
- Terrence Howard – Amos Hicks
- Gabriel Casseus – Sam Watson
- Artel Kayàru – Motor boat
- Jensen Atwood – Johnny Taylor

## Opis fabuły
Film opowiada o Janie Crawford (Halle Berry), pięknej i walecznej Afroamerykance, żyjącej w latach 20. w Ameryce. Janie to kobieta, która przez całe swe niełatwe życie odważnie poszukiwała miłości, nigdy nie tracąc nadziei, wiary w dobro człowieka, a przede nigdy nie odmawiając sobie prawa do życia według własnych zasad i przekonań. Jej różne związki małżeńskie, odważne wybory życiowe i nieprzejednana postawa nie były moralnie akceptowane przez otoczenie.

## Nagrody i nominacje
Złote Globy 2005
- Najlepsza aktorka w miniserialu lub filmie tv – Halle Berry (nominacja)

Nagroda Emmy 2005
- Najlepsze fryzury w miniserialu lub filmie tv – Alan D'Angerio, Barbara Lorenz (nominacja)
- Najlepsza aktorka w miniserialu lub filmie tv – Halle Berry (nominacja)

Nagroda Satelita 2005
- Najlepszy aktor drugoplanowy w serialu, miniserialu lub filmie tv – Ruben Santiago-Hudson (nominacja)